# Arvorezinha
Arvorezinha is een gemeente in de Braziliaanse deelstaat Rio Grande do Sul. De gemeente telt 10.548 inwoners (schatting 2009).

## Aangrenzende gemeenten
De gemeente grenst aan Anta Gorda, Fontoura Xavier, Guaporé, Ilópolis, Itapuca, Putinga, Soledade en União da Serra.